# Virginia Wade
Sarah Virginia Wade (Bournemouth, 1945. július 10. –) angol hivatásos teniszezőnő. Karrierje során 3 egyéni és 4 páros Grand Slam-tornát nyert meg.
Legemlékezetesebb az 1977-es wimbledoni győzelme, jelenleg ő az utolsó brit, aki itt egyéni versenyt tudott nyerni. Ez volt a 16. részvétele a tornán, és először jutott be a döntőbe, az elődöntőben a címvédő Chris Evertet verte meg. A győzelmét ráadásul a wimbledoni teniszbajnokság 100. évfordulóján, II. Erzsébet brit királynő uralkodásának 25. évében érte el. A királynő ekkor volt először jelen a tornán, és ő adta át a trófeát. Összesen 24 részvételével Wade máig csúcstartó.
1989-ben a teniszhírességek csarnokának (International Tennis Hall of Fame) tagjai közé választották.

## Grand Slam-döntői

### Egyéni

#### Győzelmei (3)
| Év   | Helyszín        | Ellenfél a döntőben     | Eredmény a döntőben |
| 1968 | US Open         | Billie Jean King        | 6–4, 6–2            |
| 1972 | Australian Open | Evonne Goolagong Cawley | 6–4, 6–4            |
| 1977 | Wimbledon       | Betty Stöve             | 4–6, 6–3, 6–1       |

### Páros

#### Győzelmei (4)
| Év   | Helyszín        | Partner        | Ellenfelek a döntőben              | Eredmény a döntőben |
| 1973 | Australian Open | Margaret Court | Kerry Harris / Kerry Melville Reid | 6–4, 6–4            |
| 1973 | Roland Garros   | Margaret Court | Francoise Durr / Betty Stöve       | 6–2, 6–3            |
| 1973 | US Open         | Margaret Court | Billie Jean King / Rosemary Casals | 3–6, 6–3, 7–5       |
| 1975 | US Open         | Margaret Court | Billie Jean King / Rosemary Casals | 7–5, 2–6, 7–6       |

#### Elvesztett döntői (6)
| Év   | Helyszín      | Partner         | Ellenfél a döntőben                 | Eredmény a döntőben |
| 1969 | US Open       | Margaret Court  | Francoise Durr / Darlene Hard       | 6–0, 3–6, 4–6       |
| 1970 | Wimbledon     | Francoise Durr  | Billie Jean King / Rosemary Casals  | 2–6, 3–6            |
| 1970 | US Open       | Rosemary Casals | Margaret Court / Judy Tegart Dalton | 3–6, 4–6            |
| 1972 | US Open       | Margaret Court  | Francoise Durr / Betty Stöve        | 3–6, 6–1, 3–6       |
| 1976 | US Open       | Olga Morozova   | Delina Boshoff / Ilana Kloss        | 1–6, 4–6            |
| 1979 | Roland Garros | Francoise Durr  | Betty Stöve / Wendy Turnbull        | 6–3, 5–7, 4–6       |